# Auroriana
Auroriana (лат.) — семейство бабочек из семейства Mimallonidae. Неотропика.

## Описание
Среднего размера бабочки. Отличаются оранжево-коричневым основным цветом с диффузной розовой окраской на всех участках крыльев, с рваными выемками только на переднем крыле, передний край заднего крыла гладкий. Сходная коричневая и розовая окраска известна и у нескольких других представителей семейства Mimallonidae, но они имеют выемки на переднем крае заднего крыла, и/или розовая окраска не распространяется на все крыло у этих видов, но довольно четко отграничены постмедиальной линией. Например, род Fatellalla такого же цвета, но с более четко выраженной медиальной и субмаргинальной розовой окраской. Валидный статус таксона был подтверждён в ходе ревизии в 2019 году американским лепидоптерологом Райаном Александером Ст. Лаурентом (Ryan A. St. Laurent, Cornell University, Department of Entomology, Итака, США) и Акито Кавахарой (Akito Y. Kawahara, University of Florida, Гейнсвилл, Флорида).
- Auroriana colombiana St Laurent & C. Mielke, 2016 (Колумбия: Meta)[3]
- Auroriana florianensis (Herbin, 2012) (Cicinnus) (Французская Гвиана)[4]
- Auroriana gemma St Laurent & C. Mielke, 2016 (Бразилия: Santa Catarina)[3]